# 放鹤亭 (杭州)
放鹤亭位于中华人民共和国浙江省杭州市西湖区西湖孤山北麓，北临里西湖，与北山路相对，因北宋诗人林逋曾在孤山结庐隐居，并以种梅养鹤为乐，后世建亭以纪念，亭后即林逋墓。该亭始建于元代至元年间，时儒学提举余谦修葺林逋墓并植梅数百株，建梅亭于其下，郡人陈子安以林逋梅妻子鹤，有梅不可无鹤，遂放鹤于孤山，并建鹤亭与梅亭相配，后两亭均废，明嘉靖时钱塘令王釴重建。崇禎年間，崔世召使君又重建，陳繼儒為記。
順治時，督學谷應泰、布政使張縉彥等修復放鶴亭。康熙十一年（1672），巡撫范承謨等移亭於林和靖墓側。。
康熙三十五年（1696），康熙帝临摹明代书法家董其昌所书《舞鹤赋》（赋文为南北朝鲍照所作），並特命杭州織造敖福合及刑部員外郎宋駿業奉旨勒石。御書碑《舞鹤赋》由高240厘米、宽75厘米4块书条石组成，文自右往左24行直排，共445字行草，落款“临董其昌”,篇首刻“康熙御笔之宝”篆印。其時，敖、宋二人將放鶴亭右移，並另建一亭供御書置於其中。又重修巢居閣、梅軒，開小池，叠石築橋其間，極其宏麗。杭州太守李鐸曾重修林和靖墓，其四賢祠毀於火，后又重修。
今亭为民国四年（1915），浙江都督朱瑞重修。1950年后，曾几次按原样加固维修，亭前平台石栏也补齐重刻。亭内安置康熙帝御書《舞鹤赋》刻石。亭上有巨樟覆盖，亭旁广植梅花，为西湖赏梅胜地。